# Okitama Iwa
Der Okitama Iwa (japanisch 沖玉岩) ist ein Hügel an der Kronprinz-Olav-Küste im ostantarktischen Königin-Maud-Land. Er ragt im Zentrum des Temmondai Rock an der Ostflanke der Mündung de Higashi-naga-iwa-Gletschers in die Kosmonautensee auf.
Japanische Wissenschaftler kartierten und benannten ihn 1981. Der weitere Benennungshintergrund ist nicht überliefert.